# Cropwell Butler
 (janvier 2024).
Pour les articles homonymes, voir Cropwell et Butler.
Cropwell Butler est un village du Nottinghamshire, en Angleterre.